# Parigi-Camembert 1998
La Parigi-Camembert 1998, cinquantanovesima edizione della corsa e valida come evento del circuito UCI categoria 1.2, si svolse il 14 aprile 1998, per un percorso totale di 200 km. Fu vinta dal francese Pascal Lino, al traguardo con il tempo di 5h12'30" alla media di 38,4 km/h.

## Ordine d'arrivo (Top 10)
| Pos. | Corridore              | Squadra         | Tempo    |
| ---- | ---------------------- | --------------- | -------- |
| 1    | Pascal Lino            | BigMat          | 5h12'30" |
| 2    | Arnaud Prétot          | GAN             | a 41"    |
| 3    | Rodolfo Massi          | Casino-Ag2r     | s.t.     |
| 4    | Jens Voigt             | GAN             | s.t.     |
| 5    | Ramón González Arrieta | Euskaltel       | s.t.     |
| 6    | Cédric Vasseur         | GAN             | a 55"    |
| 7    | Stéphane Heulot        | Franç. des Jeux | s.t.     |
| 8    | Peter Farazijn         | Lotto-Mobistar  | a 56"    |
| 9    | Anthony Morin          | Franç. des Jeux | a 1'09"  |
| 10   | Lars Michaelsen        | TVM             | s.t.     |